# ホータン王国
ホータン王国（ガンダーラ語：コータンナ、英: Kingdom of Khotan）はシルクロードの一つ西域南道沿いにあった仏教王国。タリム盆地のタクラマカン砂漠の南に位置する。現在では中華人民共和国新疆ウイグル自治区にあたる。漢語では于闐（うてん）、于寘（うてん）。コータン王国とも書かれる。
ホータン王国の首都は現在のホータン市にあたる。漢・唐代の中国では「于窴」として知られていた。オアシス沿いにあり、植えられていたクワによる絹および絹織物、その他軟玉、硬玉（共にヒスイの一種）および陶磁器を輸出していた。

## 歴史

### 前漢の時代

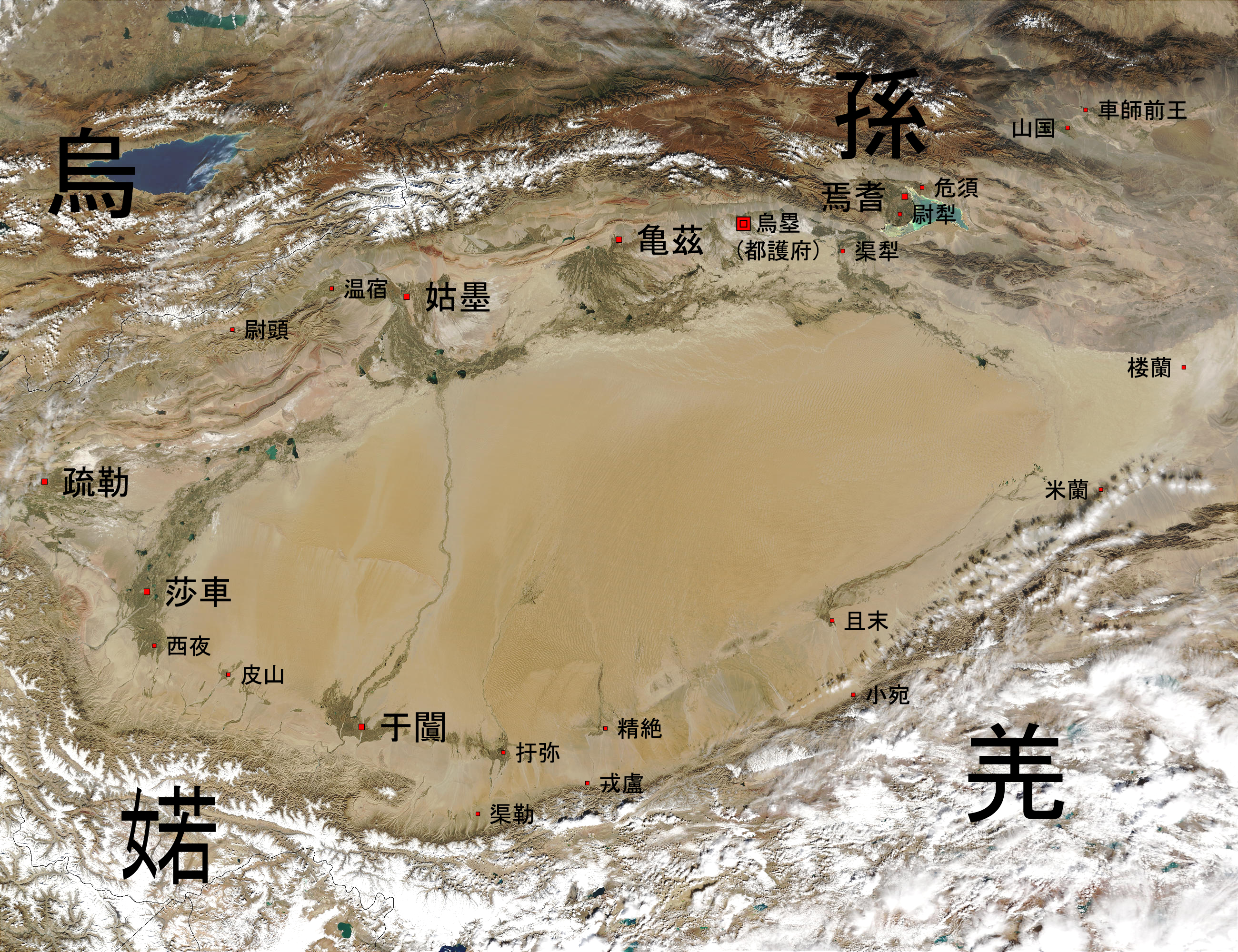
紀元前1世紀の西域諸国（タリム盆地）

中国の漢代にホータンを含む西域諸都市は、時には漢に服属し、時には匈奴に貢納し、時には独立して互いに攻伐したが、直接外国に統治されたことはなかった。1世紀に作られた『漢書』によれば、于寘の王は西城におり、3千3百戸、人口1万9300人、兵士2400人がいた。また輔国侯、左右の将、左右の騎君、東西の城長、譯長がいた『後漢書』によれば、于寘国は西城に居り、3万2千戸、人口8万3千、兵士3万人余を支配していた。
太初3年（紀元前102年）に前漢の李広利が大宛に遠征してから、西域諸国は漢に服属していたが、王莽が新（8年-23年）を立てると離反して匈奴に属した。諸国が匈奴に属する中、タリム盆地の西部に位置する莎車国（現在のヤルカンド県）だけが漢に通じ、近隣諸国を破って服属させた。

### 後漢の時代

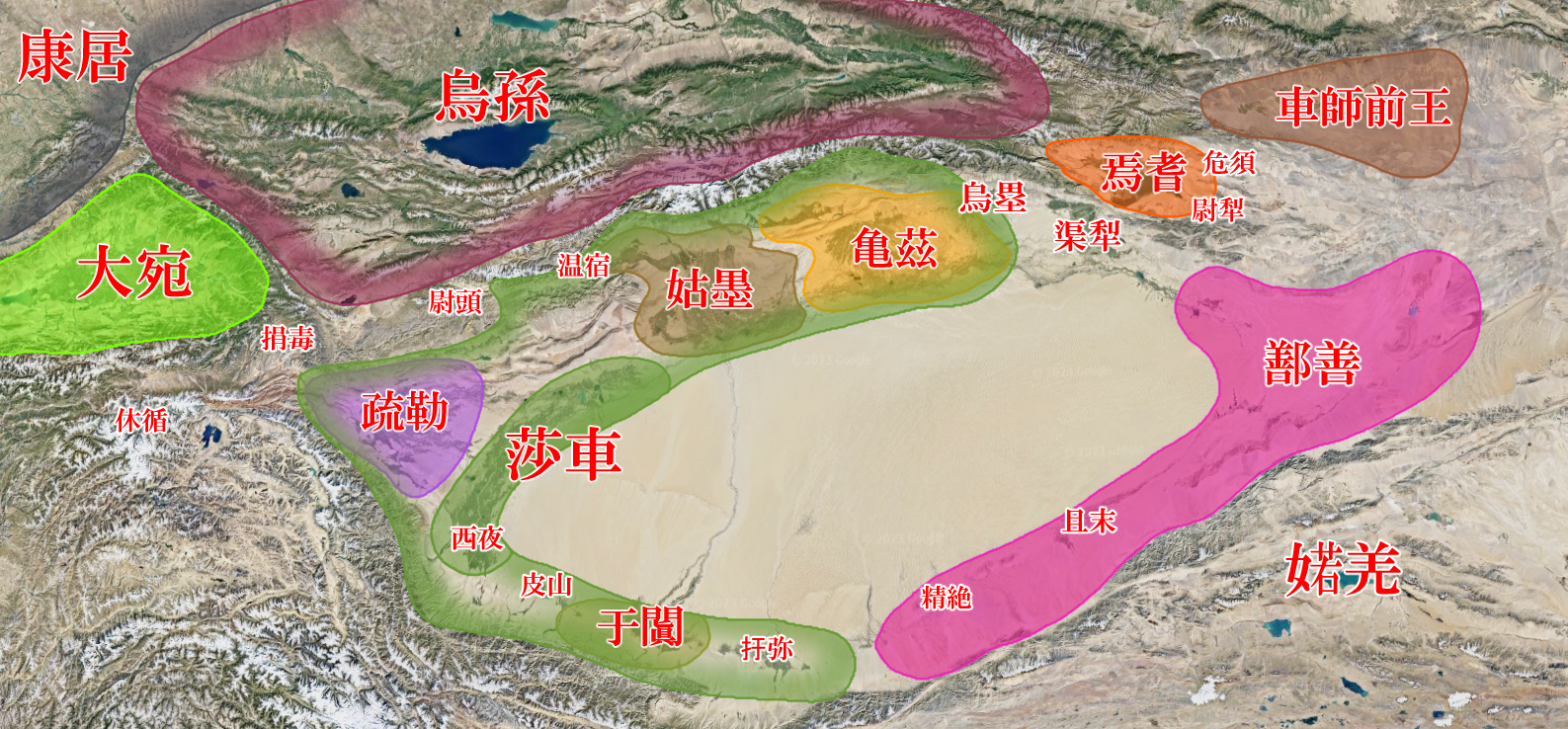
1世紀のタリム盆地

莎車国王の賢は建武（25年-56年）の終わりごろ、于寘王の兪林を驪帰王に更迭し、弟の位侍を于寘王とした。しかし賢は諸国の反乱を疑い、一年余り後に拘弥・姑墨・子合の王とともに位侍を呼び寄せてみな殺した。王を失った于寘には将を派遣した。永平3年（70年）に将軍の君得が大人（有力者）の都末とその兄弟に殺された。将軍の休莫覇が漢人の韓融ともに都末兄弟を殺し、自ら于寘王になった。休莫覇は莎車との戦いで死んだが、翌年その兄の子の広徳が賢を殺した。広徳は子を匈奴に人質として送り、漢にも子を送って仕えさせつつ、盆地の中南部にある精絶から、西端の疏勒まで、13国を従えた。結局西域は漢の班超が服属させるところとなったが、于寘はタリム盆地の南の諸都市の中で大国とされた。
永建2年（127年）、班勇の勇戦によって于寘を含めた西域諸国は漢に従った。永建6年（131年）、于寘王の放前は息子の一人を遣わして漢に朝貢した。元嘉2年（152年）、放前は、漢から派遣された官吏の王建と拘弥王の成国の臣下に謀殺された。于寘の侯の輸僰が兵を集めて王建らを殺した。輸僰は自ら王になろうとしたため殺され、放前の子の安国が王位を継いだ。漢の桓帝は于寘への攻撃を許さなかった。
8世紀チベットの仏教史『ホータン国授記』（英: The Prophecy of the Li Country,中: 于闐國授記）には、クシャーナ朝のカニシカ1世がインド中部の都市のアヨーディヤーを攻めたとき、ホータン王が助力したと書かれている。これが本当であれば、西暦127年の出来事なので、漢の班超の子の班勇がホータンを屈服させたとされる年と同じになる。
「Li(ホータン)の統治者Vijaya Krīti王が聖文殊(Ārya Mañjuśrī)の像を建てた後、伝道者Spyi-priと呼ばれたホータンの住民Arhatが、信心深い友人のためにSru-ñoの精舎(vihāra)を建てた。Vijaya Krīti王はカニシカ1世に助力して、亀茲王らと共にインドに侵攻し、So-ked(Saketa)を占領した。Vijaya Krīti王は多くの奴隷を得て、Sru-ñoの卒塔婆(stūpa)に置いた。」

### イスラム化
11世紀の初めに、イスラム（カラハン朝）の侵攻を受けてその支配下に入った。1271年から1275年の間にホータンを訪れたマルコ・ポーロは、ホータンの人々は、皆マホメットの信奉者であると報告している。
11世紀のトルコの学者のマフムード・カーシュガリーは、著書Diwanu Lughat at-Turkの中で、ホータンへのイスラム教伝道について次のように述べている。

”川が物を押し流すように、

我々は都市に押し寄せた。

我々は仏僧院を破壊した。

葉の上に立っているブッダの彫像も。”

## 文化

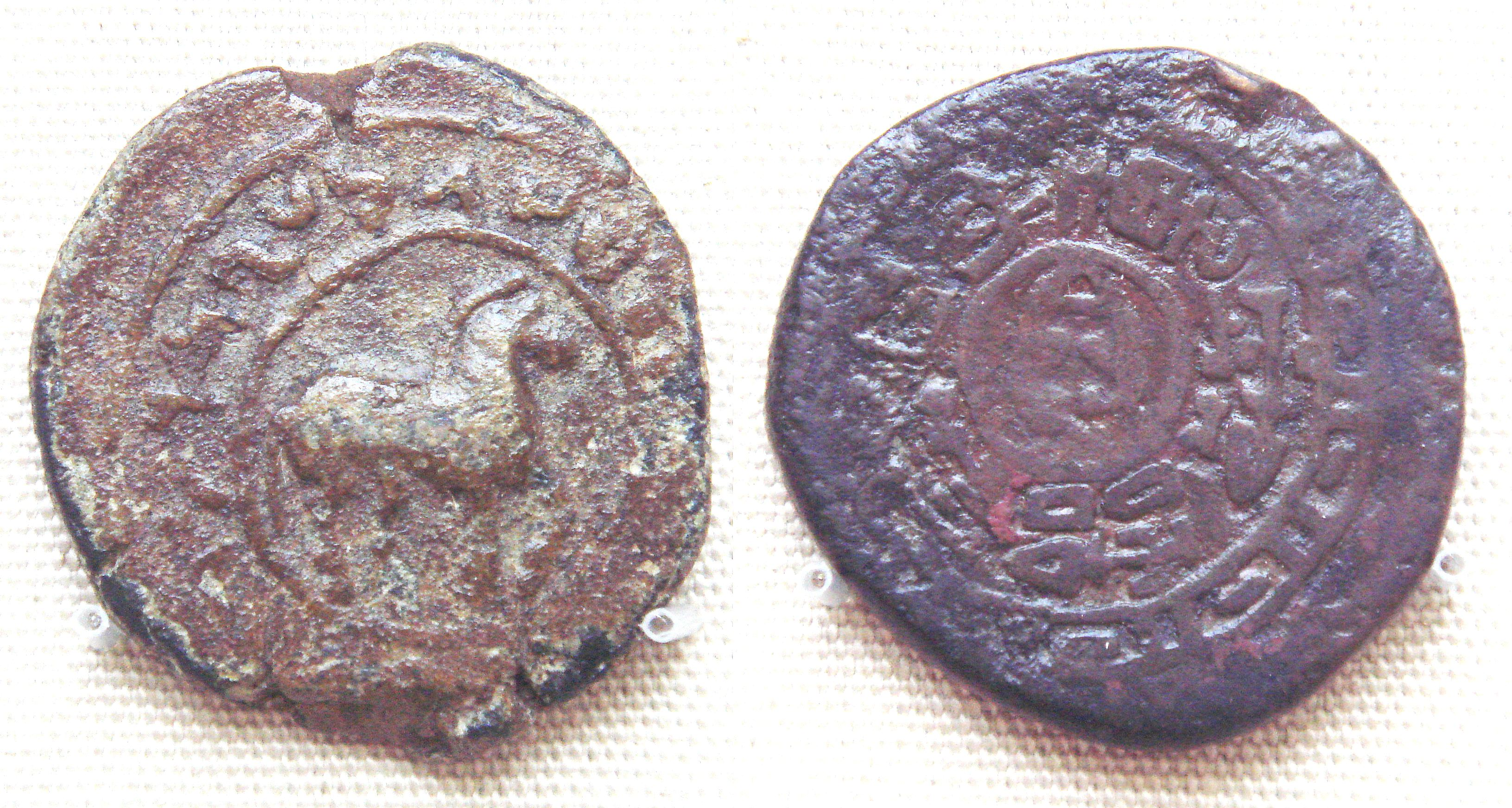
ホータン王Gurgamoyaの硬貨。1世紀。表面：カローシュティー文字で「偉大なる王、ホータンの王、Gurgamoya」。裏面：中国語で「重廿四銖銅銭」(24銖銅銭,写真下部の文字が「銅」)

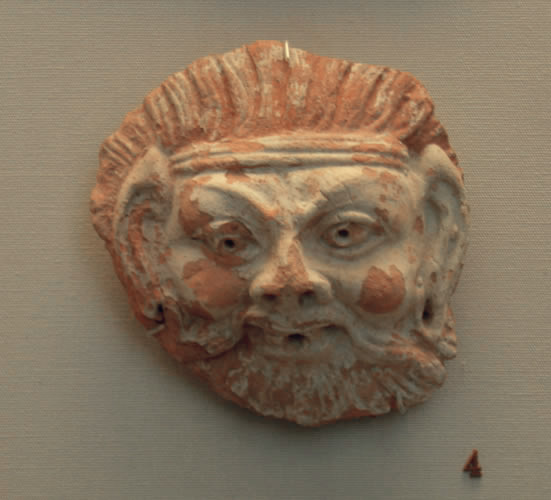
ホータンで発掘されたマスク。7-8世紀。

伝説によると、インドの仏教徒皇帝アショーカの長男が、紀元前3世紀初めに国の基礎を建てたという。しかしながら、これより数世紀前から月氏による中国（現在の中国でなく西域を除く地域）との軟玉、硬玉の貿易があったことが知られている。ホータンで産出する玉は「禺氏の玉」と呼ばれ、貴重な上あまり産出しない中国では珍重された。これが和田玉である。この禺氏は月氏のことである。
3世紀ごろには説一切有部が盛んであったが、5世紀には大乗仏教の中心地のひとつとなった（これに対して砂漠の反対側にある亀茲国は縁覚系の仏教王国だった）。東晋の僧の法顕が、5世紀始めにホータン王国にある大小14の僧院を訪れている。文化交流により、中国語、サンスクリット語、プラークリット語、チベット語などが使われていた。
ホータンは、中国外で絹が生産された初めての場所だった。考古学者の発掘作業で発見された壁画には、ホータン王に嫁いで来た中国の王女が、髪の中にカイコの卵を隠していたと記されており、1世紀頃の出来事と見られる。

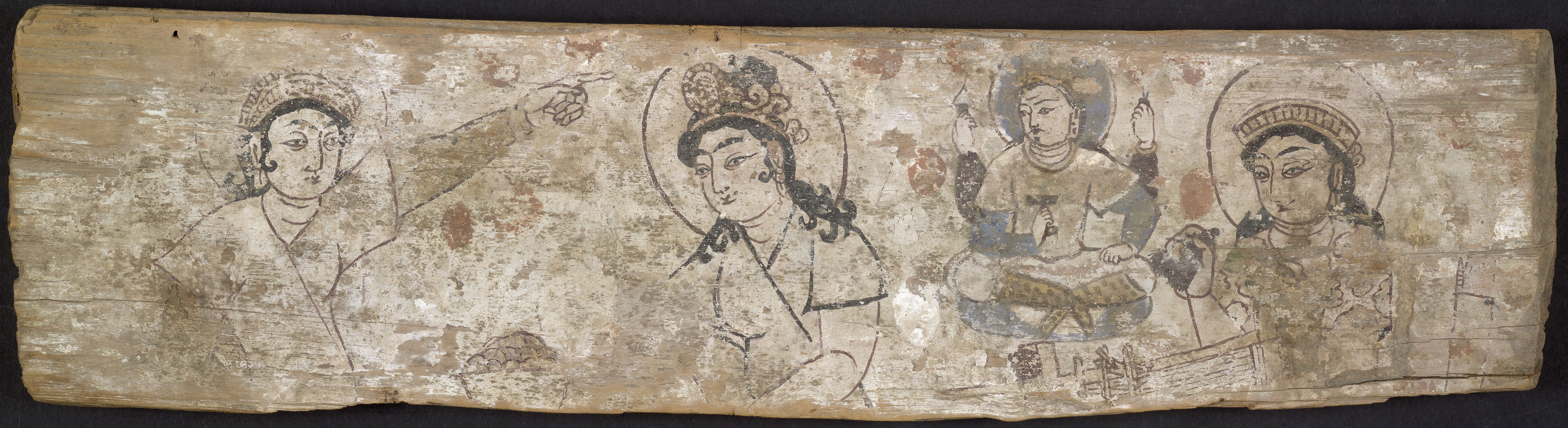
カイコの伝来を伝える絵画、ダンダン・ウィリク出土

## 年表

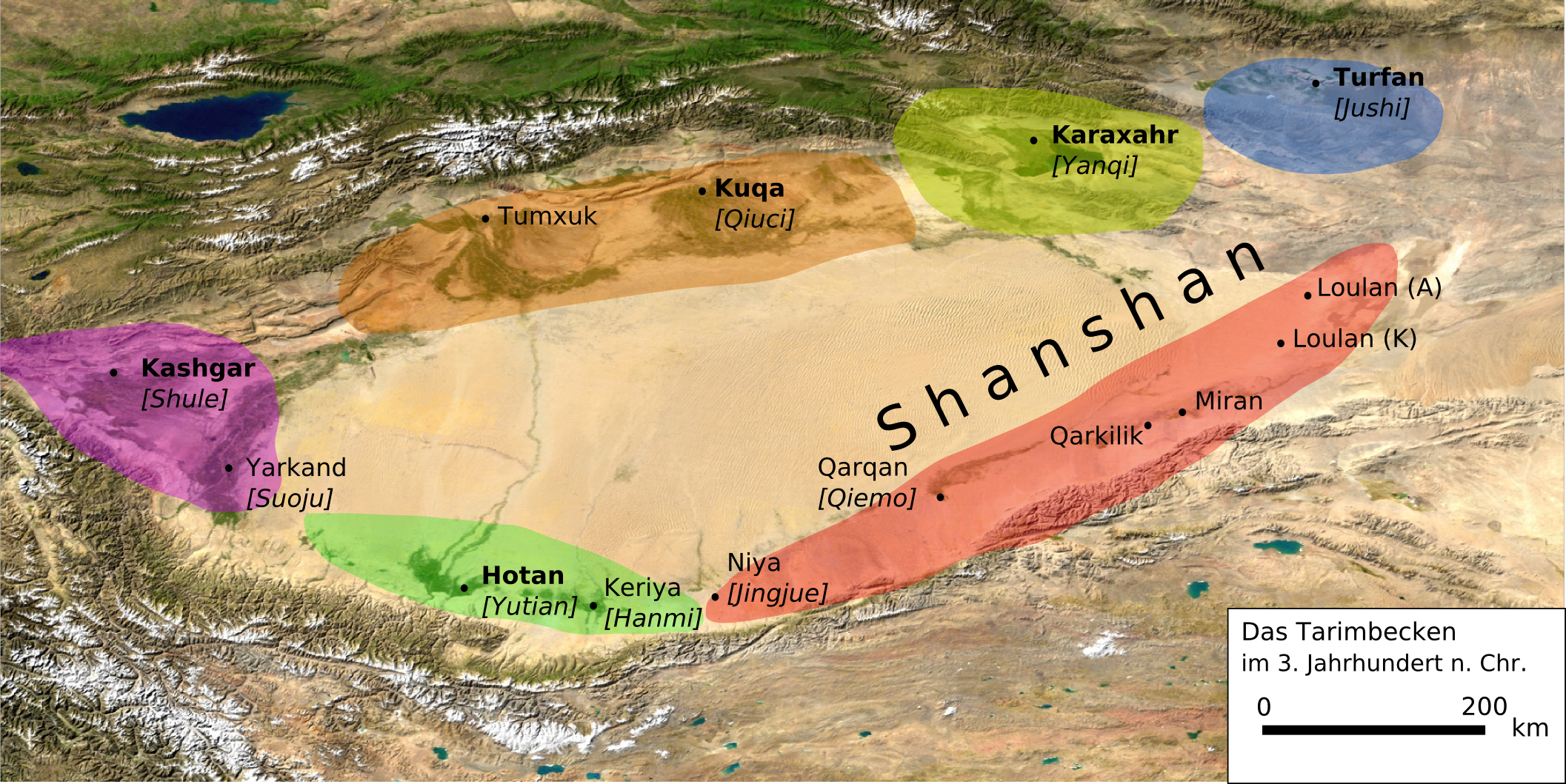
3世紀のタリム盆地。Kashgar=疏勒,Kuqa=亀茲,Karaxahr=焉耆,Turfan=高昌,Hotan=于闐,Shanshan=鄯善

- 56年: 莎車王の賢がホータンを攻めた。莎車王はホータン王の兪林を驪帰王に更迭し、その弟の位侍をホータン王とした。
- 60年: ホータンの将軍の休莫覇が莎車王に反乱を起こし、自分がホータン王になった。
- 61年: 王位を継いだ休莫覇の兄の子の広徳が、莎車王を破った。広徳はさらに精絶(en)西北から疏勒までの13王国を服従させた。
- 78年: 漢の将軍の班超がホータンを攻めた。
- 105年: 西域が征服され、ホータンも独立を失った。
- 127年: ホータン王の放前(Vijaya Krīti)がクシャーナ朝のカニシカ1世のインドアヨーディヤー攻略を助けた。
- 127年: 漢の将軍の班勇が焉耆・亀茲・疏勒・ホータンなど17カ国を征服し、漢の版図となった。
- 129年: 放前が拘弥王の興を殺す。放前は子を拘弥王にする。
- 131年: 放前が漢に朝貢する。漢の順帝は拘弥を放棄する代わりに罪を許すと提案するが、放前は拒絶する。
- 132年: 漢は疏勒王の臣磐に命じて、2万の兵でホータンを攻める。疏勒王は数百の人を殺し、兵に略奪を許した。疏勒王は元拘弥王の興の親族の成国を拘弥王にして帰還する。
- 175年: ホータン王の安国が突然、拘弥を攻める。安国は拘弥王を始めとする多数を殺害する[18]。
- 399年: 東晋の巡礼僧の法顕が周辺の仏教国を訪問する[19]。
- 632年: ホータン、唐の威光に服して属国になる。
- 644年: 唐の巡礼僧の玄奘三蔵が7・8カ月ホータンに滞在し、王国の詳細を記録する。
- 670年: チベット系の吐蕃が侵入し、ホータンを含む唐の安西四鎮を征服する。
- 670年 - 673年: ホータンは吐蕃の属国となる。
- 674年: ホータン王の伏闍雄(Vijaya Sangrāma IV)と一族がチベットに反旗を翻すが失敗、唐に亡命する。そのまま帰国できず。
- 674年 - 692年: 伏闍雄がホータン領主として統治する。
- 692年: 武周の皇帝の武則天が吐蕃からホータンを奪還し、武周の保護領とする。
- 725年: 伏闍璥(Vijaya Dharma III)がトルコ人と共謀した罪で唐に打ち首にされる。唐は伏闍戦(Vijaya Saṃbhava II)を王位につける。
- 728年: 伏闍戦が唐の玄宗から正式にホータン王の称号を受ける。
- 736年: 伏闍達(Vijaya Vāhana the Great)が伏闍戦に代わって王位につき、玄宗は彼の妻の執失氏を妃に冊立した。
- 740年: 尉遅珪(Btsan-bzang Btsan-la Brtan)が伏闍達に代わって王位につき、仏教の迫害を始める。ホータンの仏教僧は、吐蕃王のティデ・ツクツェンの妃で唐の公主を頼って吐蕃に逃亡する。しかし間もなく王妃が天然痘で死んだため、僧達はさらにガンダーラまで逃げる。
- 740年: 玄宗は、尉遅珪の妻に称号を授ける。
- 746年: 『李域（于闐）の予言』が完成し、後にテンギュルに加えられる。
- 756年: 尉遅勝は政権を弟の尉遅曜(Viśa Vāhaṃ)に譲る。
- 786年 - 788年: 尉遅曜が統治する時代、唐の仏教巡礼者の悟空がホータンを訪問した[20]。
- 912年 - 966年: 尉遅僧婆跋が王となる。年号を同慶とする。
- 961年: 北宋に使節が来る。使節は「毎年秋に国人が川で撈玉と呼ばれる玉を取る。土地には葡萄を植えており、それを醸して美酒とする。民間では俗信が流行っている」と語っている[21]。
- 965年: ホータン僧の善名らが来訪し、ホータンの宰相からの通商を求める手紙を北宋に渡す[21]。
- 967年 - 977年: 尉遅輸羅が王となる。年号を天尊とする。
- 969年: 王の子が北宋に朝貢する[21]。
- 971年: 仏教僧の吉祥がホータン王からの北宋の皇帝への手紙を運ぶ。そこには、彼がカシュガルから手に入れたダンスする象（舞象）を送ると書いてあった[21]。
- 978年? - 985年?: 尉遅達磨が王となる。年号を中興とする。
- 986年? - 999年?: 尉遅僧伽羅摩が王となる。年号を天興とする。
- 983年? - 1006年?: 異説。尉遅僧伽羅摩が王となる。年号を天寿とする。
- 1006年: ホータン、イスラムのYūsuf Qadr Khānに征服される。Yūsuf Qadr KhānはKāshgarとBalāsāghūnのイスラム君主の兄弟あるいは従兄弟と言われる[22]。
- 1271年 - 1275年: マルコ・ポーロがホータンを訪れる[23]。